# Satz von Halmos-Savage
Der Satz von Halmos-Savage ist ein Lehrsatz der mathematischen Statistik, der bei Vorliegen einer dominierten Verteilungsklasse ein notwendiges und hinreichendes Kriterium für die Suffizienz von σ-Algebren (und damit auch von Statistiken) liefert. Damit ist der Satz von Halmos-Savage ein Hilfsmittel, um zu überprüfen, ob gewisse Funktionen eine Datenkompression ohne Informationsverlust ermöglichen. Aus dem Satz von Halmos-Savage lässt sich das leichter zu handhabende Neyman-Kriterium für Suffizienz ableiten. Ebenso lassen sich aus dem Satz Kriterien für die Existenz von minimalsuffizienten σ-Algebren ableiten.
Der Satz wurde 1949 von Paul Halmos und Leonard J. Savage bewiesen.

## Rahmenbedingungen
Gegeben sei ein statistisches Modell {\displaystyle (X,{\mathcal {A}},{\mathcal {P}})} mit einer dominierten Verteilungsklasse {\displaystyle {\mathcal {P}}}.
Für eine beliebige Verteilungsklasse {\displaystyle {\mathcal {P}}} sei {\displaystyle {\mathcal {N}}_{\mathcal {P}}} die Menge aller {\displaystyle {\mathcal {P}}}-Nullmengen. Für eine dominierte Verteilungsklasse existiert nun immer ein dominierendes {\displaystyle P^{*}}, so dass {\displaystyle {\mathcal {N}}_{\mathcal {P}}={\mathcal {N}}_{P^{*}}} und {\displaystyle P^{*}} eine abzählbare Konvexkombination mit echt positiven Koeffizienten von Elementen aus {\displaystyle {\mathcal {P}}} ist. Es gilt also
{\displaystyle P^{*}=\sum _{i=1}^{\infty }\alpha _{i}P_{i}{\text{ mit }}\alpha _{i}>0{\text{ und }}\sum _{i=1}^{\infty }\alpha _{i}=1}.

## Aussage
Sei {\displaystyle {\mathcal {P}}} eine dominierte Verteilungsklasse und {\displaystyle P^{*}} wie oben angegeben. Dann ist eine Unter-σ-Algebra {\displaystyle {\mathcal {S}}} von {\displaystyle {\mathcal {A}}} genau dann suffizient, wenn für alle {\displaystyle P\in {\mathcal {P}}} eine Funktion {\displaystyle f_{P}\in {\mathcal {L}}(X,{\mathcal {S}})} existiert, so dass {\displaystyle f_{P}} {\displaystyle P^{*}}-fast sicher die Radon-Nikodým-Ableitung von {\displaystyle P} bezüglich {\displaystyle P^{*}} ist, also
{\displaystyle f_{P}={\frac {\mathrm {d} P}{\mathrm {d} P^{*}}}\quad P^{*}{\text{-fast sicher}}}.

## Beispiel
Seien {\displaystyle {\mathcal {S}}_{1}\subset {\mathcal {S}}_{2}\subset {\mathcal {A}}} σ-Algebren und sei {\displaystyle {\mathcal {S}}_{1}} suffizient. Außerdem sei {\displaystyle {\mathcal {P}}} eine dominierte Verteilungsklasse. Dann existiert nach dem Satz von Halmos-Savage ein {\displaystyle f_{P}}, so dass {\displaystyle f_{P}\in {\mathcal {L}}(X,{\mathcal {S}}_{1})} und
{\displaystyle f_{P}={\frac {\mathrm {d} P}{\mathrm {d} P^{*}}}\quad P^{*}{\text{-fast sicher}}}.
Da aber {\displaystyle L(X,{\mathcal {S}}_{1})\subset L(X,{\mathcal {S}}_{2})} ist, gilt {\displaystyle f_{P}\in L(X,{\mathcal {S}}_{2})}. Da {\displaystyle f_{P}} immer noch die Dichten-Eigenschaft erfüllt, ist mit nochmaliger Anwendung des Satzes auch {\displaystyle {\mathcal {S}}_{2}} suffizient.
Man beachte, dass diese Aussage im Allgemeinen nicht gilt und dies eines der Defizite des Suffizienzbegriffs darstellt.